# José Bento de Araújo
José Bento de Araújo (Campos dos Goytacazes, 7 de abril de 1846 — Rio de Janeiro, 21 de novembro de 1915) foi um advogado e político brasileiro.

## Vida
Filho de José Bento de Araújo, bacharelou-se em direito pela Faculdade de Direito de São Paulo, em 1868.

## Carreira
Advogou no Rio de Janeiro.
Foi presidente da província de Santa Catarina, nomeado por carta imperial de 13 de dezembro de 1876, presidindo a província de 3 de janeiro de 1877 a 14 de fevereiro de 1878, transmitindo-o ao vice-presidente Joaquim da Silva Ramalho, que completou o mandato em 7 de maio de 1878.
Foi também presidente das províncias do Maranhão, nomeado por carta imperial de 24 de julho de 1886, de 25 de agosto de 1886 a 18 de abril de 1888, e do Rio de Janeiro, nomeado por carta imperial de 25 de abril de 1888, de 4 de maio de 1888 a 11 de junho de 1889.